# Палієнко Едуард Тимофійович
Палієнко Едуард Тимофійович (20 вересня 1935 — 29 червня 2021) — український геоморфолог, кандидат географічних наук, доцент Київського національного університету імені Тараса Шевченка.

## Біографія
Народився 20 вересня 1935 року в Севастополі. Закінчив 1958 року географічний факультет Київського університету, у 1964 році аспірантуру. У 1958—1961 роках геоморфолог польової експедиції Управління геології та охорони надр Туркменської РСР (Ашхабад).
З 1964 року доцент кафедри землезнавства та геоморфології Київського університету. Кандидатська дисертація «Рельєф Західного Копетдагу та історія його розвитку» захищена у 1964 році. Читає курси: «Пошукова та інженерна геоморфологія», «Загальна палеографія антропогену», «Методика вивчення рельєфу в школі», «Космічне землезнавство», «Геоморфологія та палеогеографія», «Основи екології». Розробив основи інженерної геоморфології як науки, її структуру, методичні засади.
Вперше в Україні теоретично обґрунтував та провів застосування інженерно-геоморфологічного аналізу при проектуванні та будівництві Північно-Кримського каналу, каналу Дунай — Дністер, Стрийського протисельового водосховища. Науковий керівник експедицій по проектуванню каналу Дунай — Дніпро та Каракумського і Північно-Кримського каналів. Очолює Раду ветеранів війни та праці географічного факультету.
Дружина — Палієнко Валентина Петрівна.
Пішов із життя Едуард Тимофійович 29 червня 2021 року.

## Нагороди і відзнаки
Нагороджений медалями: бронзовою медаллю ВДНГ СРСР у 1984 році, «Ветеран праці», «В пам'ять 1500-річчя Києва», нагрудним знаком «Відмінник освіти» у 2009 році.

## Наукові праці
Автор близько 260 наукових праць, 5 монографій, у співавторстві 25 монографій, близько 20 кінофільмів на науково-навчальну тематику. Основні праці:
1. (рос.) Поисковая и инженерная геоморфология: Підручник. — К., 1978.
2. Формування геоморфологічних знань у школярів. — К., 1986.
3. (рос.) Геоморфология Украинской ССР: Учебник. — К., 1990 (у співавторстві).
4. (рос.) Геология шельфа Украинской ССР. История и методика изучения. — К., 1982 (у співавторстві).
5. (рос.) Экологическая геология Украины. — К., 1993 (у співавторстві).
6. Сучасна динаміка рельєфу України. — К., 2005.